# Stanley Lancaster
Stanley Lancaster (1971. október 12. –) guyanai nemzetközi labdarúgó-játékvezető.

## Pályafutása

### Nemzetközi játékvezetés
A  Guyanai labdarúgó-szövetség Játékvezető Bizottsága (JB) terjesztette fel nemzetközi játékvezetőnek, a Nemzetközi Labdarúgó-szövetség (FIFA) 2004-től tartotta nyilván bírói keretében. Több nemzetek közötti válogatott és klubmérkőzést vezetett.

#### Világbajnokság
A világbajnoki döntőhöz vezető úton Brazíliába a XX., a 2014-es labdarúgó-világbajnokságra a FIFA JB bíróként alkalmazta. Selejtező mérkőzéseket a Észak- és Közép-amerikai, Karibi Labdarúgó-szövetségek Konföderációja (CONCACAF) zónában végzett.
| Időpont             | Helyszín                                 | Mérkőzés típusa           | Mérkőzés                                    | Eredmény | Nézők száma |
| ------------------- | ---------------------------------------- | ------------------------- | ------------------------------------------- | -------- | ----------- |
| 2011. július 12.    | Mindoo Philip Park Stadion, Castries     | első forduló              | Saint Lucia–Aruba                           | 4 : 2    | 500         |
| 2011. szeptember 6. | Paul E. Joseph Stadion, Frederiksted     | előselejtező (F. csoport) | Amerikai Virgin-szigetek–Antigua és Barbuda | 1 : 8    | 250         |
| 2011. október 11.   | BMO Field Stadion, Toronto               | előselejtező (D. csoport) | Kanada–Puerto Rico                          | 0 : 0    | 12 178      |
| 2012. június 12.    | Sir Vivian Richards Stadion, North Sound | előselejtező (A. csoport) | Antigua és Barbuda–Jamaica                  | 0 : 0    | 8 500       |

#### Arany Kupa
Az Egyesült Államok volt a házigazdája a 8., a 2005-ös CONCACAF-aranykupa és a 11., a 
2011-es CONCACAF-aranykupa tornának, ahol a Karib-térségben  a CONCACAF JB hivatalnokként alkalmazta.

##### 2005-ös CONCACAF-aranykupa
| Időpont            | Helyszín                               | Mérkőzés típusa       | Mérkőzés                                    | Eredmény |
| ------------------ | -------------------------------------- | --------------------- | ------------------------------------------- | -------- |
| 2004. december 19. | Hasely Crawford Stadion, Port of Spain | előselejtező (2. kör) | Trinidad és Tobago–Amerikai Virgin-szigetek | 2 : 0    |
| 2005. február 22.  | Hasely Crawford Stadion, Port of Spain | csoportdöntő          | Trinidad és Tobago–Kuba                     | 1 : 2    |

##### 2011-es CONCACAF-aranykupa
| Időpont            | Helyszín                               | Mérkőzés típusa       | Mérkőzés                       | Eredmény |
| ------------------ | -------------------------------------- | --------------------- | ------------------------------ | -------- |
| 2010. november 10. | Nemzeti Stadion, Havanna               | előselejtező (2. kör) | Kuba–Dominika                  | 4 : 2    |
| 2010. november 14. | Központi Stadion, Santo Domingo        | előselejtező (2. kör) | Dominikai Köztársaság–Suriname | 0 : 5    |
| 2010. november 26. | Hasely Crawford Stadion, Port of Spain | csoportmérkőzés       | Trinidad és Tobago–Kuba        | 0 : 2    |